# Manish Malhotra

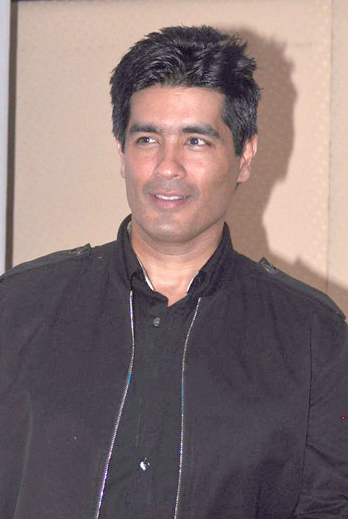
Manish Malhotra

Manish Malhotra (* 1965) ist ein führender indischer Modedesigner.
Manish Malhotra hat schon für viele Bollywoodschauspielerinnen Kleidungen entworfen. Er ist bekannt für seine verschiedenen Stile und hat die Fähigkeit, den Charakteren immer ein ganz neues Erscheinungsbild zu geben. Viele Stars wie Kajol, Kareena Kapoor, Rani Mukerji, Aishwarya Rai, Preity Zinta, Shilpa Shetty, Sridevi und Karishma Kapoor haben schon von ihm entworfene Kleidung getragen. Obwohl er die Designerkleidung eigentlich nur für Frauen entwirft, hat er Shah Rukh Khans Kostüme in Denn meine Liebe ist unsterblich (Mohabbatein) entworfen. Berühmt wurde er durch die Kostüme von Urmila Matondkar in Rangeela (1995).
Malhotra wurde 2001 für die Arbeit an Denn meine Liebe ist unsterblich und 2002 für In guten wie in schweren Tagen (Kabhi Khushi Kabhie Gham) mit dem International Indian Film Academy Award als bester Kostümdesigner ausgezeichnet.
2018 wurde er in die Academy of Motion Picture Arts and Sciences berufen, die jährlich die Oscars vergibt.

## Filmografie
als Kostümdesigner
| - 1990: Swarg für Juhi Chawla - 1995: Dilwale Dulhania Le Jayenge – Wer zuerst kommt, kriegt die Braut für Kajol - 1995: Rangeela für Urmila Matondkar - 1996: Khamoshi: The Musical für Manisha Koirala - 1996: Raja Hindustani für Karisma Kapoor und Archana Puran Singh - 1997: Gupt: The Hidden Truth für Manisha Koirala und Kajol - 1997: Hero No. 1 für Karisma Kapoor - 1997: Glut der Rache – Koyla für Madhuri Dixit - 1997: Dil To Pagal Hai – Mein Herz spielt verrückt für Madhuri Dixit und Karisma Kapoor - 1997: Judaai für Sridevi und Urmila Matondkar - 1998: Duplicate für Juhi Chawla - 1998: Dushman für Kajol - 1998: Satya für Urmila Matondkar - 1998: Soldier für Preity Zinta - 1998: Kuch Kuch Hota Hai – Und ganz plötzlich ist es Liebe für Kajol - 1999: Dil Kya Kare für Kajol und Mahima Chaudhry - 1999: Hum Saath-Saath Hain: We Stand United für Karisma Kapoor - 2000: Mela für Twinkle Khanna - 2000: Mein Herz schlägt indisch (Phir Bhi Dil Hai Hindustani) für Juhi Chawla - 2000: Hamara Dil Aapke Paas Hai für Aishwarya Rai - 2000: Kaho Naa ... Pyaar Hai – Liebe aus heiterem Himmel für Amisha Patel - 2000: Denn meine Liebe ist unsterblich (Mohabbatein) für Shah Rukh Khan | - 2001: Ek Rishtaa: The Bond of Love für Juhi Chawla und Karisma Kapoor - 2001: Dhadkan für Shilpa Shetty - 2001: In guten wie in schweren Tagen (Kabhi Khushi Kabhie Gham) für Jaya Bachchan, Kareena Kapoor, Kajol und Rani Mukerji - 2003: Talaash: The Hunt Begins... für Kareena Kapoor - 2003: Lebe und denke nicht an morgen für Jaya Bachchan und Preity Zinta - 2004: Ich bin immer für Dich da! für Sushmita Sen - 2005: Kaal – Das Geheimnis des Dschungels für Lara Dutta und Esha Deol - 2006: Chup Chup Ke für Kareena Kapoor - 2006: Fanaa für Kajol - 2006: Kabhi Alvida Naa Kehna – Bis dass das Glück uns scheidet für Amitabh Bachchan, Shah Rukh Khan, Rani Mukerji, Preity Zinta, Abhishek Bachchan und Kiron Kher - 2007: Sivaji: The Boss (Tamil) für Rajinikanth, Shriya Saran und Vivek - 2007: Laaga Chunari Mein Daag – Der Weg einer Frau für Konkona Sen Sharma - 2007: Aaja Nachle – Komm, tanz mit mir für Madhuri Dixit - 2007: Om Shanti Om |